# Časopis za suvremenu povijest
Časopis za suvremenu povijest hrvatski je znanstveni časopis koji objavljuje rezultate istraživanja na području novije povijesti.

## Povijest
Počeo ga je 1969. izdavati tadašnji Institut za historiju radničkoga pokreta Hrvatske, od 1989. Institut za suvremenu povijest, a od 1996. današnji Hrvatski institut za povijest. U početku je izlazio dvaput godišnje, a od 1971. triput. Glavni i odgovorni urednici časopisa bili su: Ivan Jelić (1969–81. i 1991–92.), Bosiljka Janjatović 1982–88., Vlado Oštrić (1988–90.), Jure Krišto (1992. – 2000.), Stjepan Matković (2001. – 06.) i Nikica Barić od 2007. godine.

## Sadržaj
Časopis koji objavljuje rezultate istraživanja na području novije povijesti, tj. od sredine 19. stoljeća do suvremenog doba. Časopis spada u kategoriju časopisa A1, koji su po vrsnoći izjednačeni s časopisima s međunarodno priznatom recenzijom. Časopis izlazi tri puta godišnje, a izdavač mu je Hrvatski institut za povijest iz Zagreba, a objavljuje rezultate znanstvenih projekata Hrvatskog instituta za povijest i drugih autora, koji priopćuju znanstveni sadržaj.
Uz temeljna istraživanja časopis nastoji poticati sustavno zanimanje za znanstvenu kritiku, informacije i probleme metodologije povijesne znanosti, a objavljuju se sljedeće kategorije članaka: izvorni znanstveni članci, prethodna priopćenja, pregledni članci, izlaganja sa znanstvenih skupova i stručni članci. Osim navedenih kategorija časopis objavljuje i recenzije, ocjene te prikaze knjiga i periodike, obavijesti, bilješke, osvrte, reagiranja, ali i relevantnu građu, koja pridonosi boljem razumijevanju povijesti.
Glavni i odgovorni urednik časopisa je Nikica Barić, a uredničko vijeće čine: Zdenko Radelić, Mario Jareb, Vladimir Geiger, Marino Manin, Nada Kisić Kolanović, Tihomir Cipek i Ivica Šute. Međunarodno uredničko vijeće čine Sabrina P. Ramet, John Paul Newman, Carl Bethke, Andrej Rahten, James J. Sadkovich i Zoran Janjetović.
Od 2013. godine časopis se publicira koristeći Open Journal Systems (OJS) sustav uređivanja, a referira se u sljedećim publikacijama: Scopus; Hrvatska bibliografija, niz b; Central and Eastern European Online Library (CEEOL); Historical Abstracts (EBSCOhost); International Bibliography of the Social Sciences (IBSS) i Ulrichsweb, Global Serials Directory.

## Vanjske poveznice
Mrežna mjesta
- Časopis za suvremenu povijest, službeno mrežno mjesto
- Josip Mihaljević, Poslijeratna povijest (1945.–1990.) na stranicama Časopisa za suvremenu povijest  Arhivirana inačica izvorne stranice od 12. svibnja 2021. (Wayback Machine), Studia lexicographica 1/2010. (HAW)